# STP (motoroliebedrijf)
STP is een merknaam van toevoegmiddelen voor motorolie en is tevens de naam van een afdeling van het Amerikaanse bedrijf Clorox.
Het bedrijf werd in 1953 in Saint Joseph (Missouri) opgericht met als bedrijfsnaam STP, dat een afkorting is van “Scientifically Treated Petroleum”. STP maakt meerdere additieven voor zowel toevoeging aan de benzine als aan de motorolie, zoals injector cleaner en fuelsystem cleaner.